# エドガル・バディア
エドガル・バディア・グアルディオラ（Édgar Badía Guardiola, 1992年2月12日 - ）は、スペイン・カタルーニャ州バルセロナ県バルセロナ出身のサッカー選手。CDテネリフェ所属。ポジションはGK。

## クラブ経歴
2006年にRCDエスパニョールのカンテラに入所。2011年にBチームに昇格。更にトップチームにも昇格。2012年1月11日のコパ・デル・レイのコルドバCF戦でトップチームデビューを果たすも、トップチームでの出場はこの1試合のみに終わる。
2013-14シーズンは、シーズン途中までグラナダCFのBチームでプレー。
2014年1月20日、CFレウス・デポルティウと契約。加入後正GKに定着し、チームの成績も向上。2014-15シーズンはセグンダ・ディビシオンB (3部リーグ)で3位に入り、更に翌2015-16シーズンは優勝し、セグンダ・ディビシオン (2部リーグ)に昇格。チームに以降2部リーグに定着するも、2018-19シーズン途中にクラブの給料未払いが発覚し、バディアをはじめとした主力選手が放出候補に挙げられた。
2019年1月5日、エルチェCFと2018-19シーズン終了までの契約を締結。加入後即正GKに定着。同シーズンは2部リーグで11位で終え、シーズン終了後に再契約。翌2019-20シーズンは6位に入り、昇格プレーオフ出場権を獲得。準決勝は同シーズン香川真司が所属していたレアル・サラゴサと対戦。第1戦は0-0で終了。第2戦はニノのゴールを守り切り、1-0で勝利し決勝戦に進出。続く決勝のジローナFC戦も、第1戦を0-0で終え、第2戦に敵地で1-0で勝利。このプレーオフでバディアは4試合連続クリーンシートを達成。チームは2015-16シーズン以来のラ・リーガ復帰を果たし、バディア自身初のリーガでのプレーが実現することになった。
ラ・リーガデビュー戦となった、2020年9月27日のレアル・ソシエダ戦は、0-3で敗戦。続く30日のSDエイバル戦は、武藤嘉紀の決定機を阻止するなど、敵地で1-0で勝利し、リーガ初勝利を完封勝利で飾った。その後は、冬にトッテナム・ホットスパーからパウロ・ガッサニーガが加入するもポジションを譲らず、30試合に出場した。
2024年1月7日、シーズン終了までレアル・サラゴサへレンタル移籍をした。
2024年12月11日、CDテネリフェに加入した。

## 代表歴
2009年からユース世代のスペイン代表で活躍し、2009 FIFA U-17ワールドカップは3位入賞に貢献。UEFA U-19欧州選手権2011では優勝を経験した。